# Tribeni (Parbat)
Tribeni (nep. त्रिवेणी) – gaun wikas samiti w zachodniej części Nepalu w strefie Dhawalagiri w dystrykcie Parbat. Według nepalskiego spisu powszechnego z 2001 roku liczył on 436 gospodarstw domowych i 2376 mieszkańców (1299 kobiet i 1077 mężczyzn).